# سوسیالیسم اسلامی
سوسیالیسم اسلامی یک فلسفه سیاسی است که عناصر اسلام را در یک نظام سوسیالیسم گنجانده است. به عنوان یک اصطلاح، توسط رهبران مسلمان چپ‌گرای مختلف برای توصیف شکل معنوی‌تری از سوسیالیسم ابداع شد. سوسیالیست‌های اسلامی بر این باورند که آموزه‌های قرآن و محمد با استناد به جنبه‌هایی از دین مانند زکات، نه تنها با اصول سوسیالیسم سازگار است، بلکه از آنها نیز حمایت زیادی می‌کند. آنها از اولین دولت اسلامی که توسط محمد در شهر مدینه تأسیس شد الهام می‌گیرند. این آمیختگی از اسلام با اصول سوسیالیستی به عنوان یک شکل قابل اجرا از امپریالیسم‌ستیزی رایج شد که می‌توانست به‌طور گسترده در جهان اسلام پذیرفته شود. این امر به ویژه در آثار سلامه موسی نویسنده مصری دیده می‌شود که به‌طور گسترده در مورد سوسیالیسم و در مورد ملی‌گرایی مصری علیه حکومت بریتانیا نوشته است.
رهبران سوسیالیست مسلمان به اخذ مشروعیت سیاسی از عموم اعتقاد دارند و خواهان اجرای حکومتی مبتنی بر رفاه اجتماعی و مفهوم زکات هستند. در عمل، این امر از طریق درآمد تضمینی، مستمری و رفاه دیده شده است. این کاربردهای عملی ایده سوسیالیسم اسلامی سابقه ای به زمان محمد و چند خلافت اول دارد و تا احزاب سیاسی مدرن اسلامی که در دهه ۱۹۷۰ تأسیس شده بودند، ادامه یافته است.
سوسیالیست‌های اسلامی اغلب از قرآن برای دفاع از مواضع خود استفاده می‌کنند. به عنوان مثال، در پاکستان از آیات «انسان فقط به آنچه به خاطر تلاشش است حق دارد» و «زمین از آن خداست» برای استدلال به نفع سوسیالیسم اسلامی و به عنوان استدلالی علیه افزایش ثروت از طریق دستکاری سرمایه استفاده شده است. مسلمانان ضدسرمایه‌داری، یک سازمان سیاسی در ترکیه، آشکارا از سوسیالیسم حمایت می‌کند و غالباً مسلمانان راست را به خواندن قرآن و «تلاش برای رد این واقعیت که چپ است» به چالش می‌کشد.

## مارکسیسم اسلامی
مارکسیسم اسلامی تلاش می‌کند تا آموزه‌های اقتصادی، سیاسی و اجتماعی مارکسیسم را در چارچوبی اسلامی به کار گیرد. اشکال سنتی مارکسیسم ضددین بوده و از خداناباوری حمایت می‌کنند، که این امر باعث شده بسیاری از مسلمانان مارکسیسم را رد کنند. با این حال، شباهت میان آرمان‌های عدالت اجتماعی در مارکسیسم و اسلام، برخی از مسلمانان را از دهه ۱۹۴۰ به پذیرش اشکال خاصی از مارکسیسم سوق داده است. مارکسیست‌های اسلامی معتقدند که اسلام نیازهای جامعه را برآورده می‌کند و می‌تواند تغییرات اجتماعی مورد نظر مارکسیسم را در خود جای دهد یا هدایت کند. همچنین، مارکسیست‌های اسلامی دیدگاه‌های سنتی مارکسیسم دربارهٔ مادی‌گرایی و دین را رد می‌کنند.
به عنوان یک اصطلاح، این مفهوم برای توصیف علی شریعتی (در کتاب شریعتی و مارکس: نقدی بر نقد «اسلامی» مارکسیسم نوشته آصف بیات) به کار رفته است. همچنین گاهی در بحث‌های مربوط به انقلاب ایران در سال ۱۹۷۹ استفاده می‌شود.